# 桑讷菲尤尔
桑讷菲尤尔（挪威語發音：[ˈsɑ̂nəfjuːr] ⓘ）是挪威西福尔郡的市镇，行政中心为桑讷菲尤尔市。市镇面积为422.28平方公里，人口数量为65,574人（2023年），人口密度为每平方公里158.3人。

## 友好城市
- 中国嘉兴市